# Азаровка (Заокский район)
Азаровка — деревня в Заокском районе Тульской области России.
В рамках административно-территориального устройства входит в Романовский сельский округ Заокского района, в рамках организации местного самоуправления включается в Малаховское сельское поселение.
До упразднения уездно-губернского деления входило в Алексинский уезд Тульской губернии.

## Название
По преданию, село получило название по землевладельцу Азарову.

## География
Деревня находится в северной части Тульской области, в зоне хвойно-широколиственных лесов, на левом берегу реки Скниги, при автодороге М2, на расстоянии примерно 8 километров (по прямой) от посёлка городского типа Заокский, административного центра округа и железнодорожной станцией Тарусская.

### Климат
Климат характеризуется как умеренно континентальный. Среднегодовая многолетняя температура воздуха составляет 4,6 °С. Средняя температура воздуха самого холодного месяца (января) — −10,3 °C (абсолютный минимум — −33,9 °C); самого тёплого месяца (июля) — 18,2 °C (абсолютный максимум — 33,2 °C). Безморозный период длится в течение 132—147 дней. Продолжительность вегетационного периода составляет около 180 дней. Среднегодовое количество атмосферных осадков составляет 572 мм, из которых большая часть (около 70 %) выпадает в тёплый период. Снежный покров держится в течение 135 дней. Среднегодовая скорость ветра составляет 3 м/с.

## История
Деревня имела статус села. Кроме земледелия сельчане занимались мелкою торговлей на стороне, продажей картин, дешёвых книжек и портретов.
Приходской деревянный храм в честь великомученика Георгия Победоносца, построен не известно кем, когда и на какие средства. В 1888 году храм был подновлён внутри и снаружи.
Время возникновения прихода неизвестно. Приход, кроме самого села, состоял из деревень: Кортнево, Вороново, Горохово, Пынино, Старые Мочилы и Нарышкино. Всего прихожан в 1895 году насчитывалось 387 мужского пола и 379 женского. С 1878 года приход села Азарово соединён с приходом села Щеблово. Штат двух приходов состоял из священника и двух псаломщиков. Имелось церковной земли: усадебной 2030 сажень, полевой и сенокосной 38 десятин, по дорогами и речками около 2 десятин. В настоящее время церковь не сохранилась.

## Население
| 1859 | 2002 | 2010 |
| ---- | ---- | ---- |
| 55   | ↘3   | ↗17  |